# La Comelle
La Comelle – miejscowość i gmina we Francji, w regionie Burgundia-Franche-Comté, w departamencie Saona i Loara.
Według danych na rok 1990 gminę zamieszkiwały 232 osoby, a gęstość zaludnienia wynosiła 10 osób/km² (wśród 2044 gmin Burgundii La Comelle plasuje się na 680. miejscu pod względem liczby ludności, natomiast pod względem powierzchni na miejscu 338.).